# كلوني
كلوني (بالفرنسية: Cluny)‏ هي مدينة فرنسية اشتهرت بديرها، وهو دير بنديكتي أطلق حركة إصلاحية هدفت إلى دعوة أوروبا إلى المسيحية، وشكل في نهاية القرن العاشر وفي القرن الحادي عشر مع الأديرة البنديكتية الأخرى أقوى مؤسسة دينية وأوسعها نفوذا في أوروبا.
أسقف كلوني بطرس فنرابيليس المتوفي في عام 1156 هو أول من ترجم القرآن الكريم من العربية إلى اللغة اللاتينية وذلك في عام 1143.

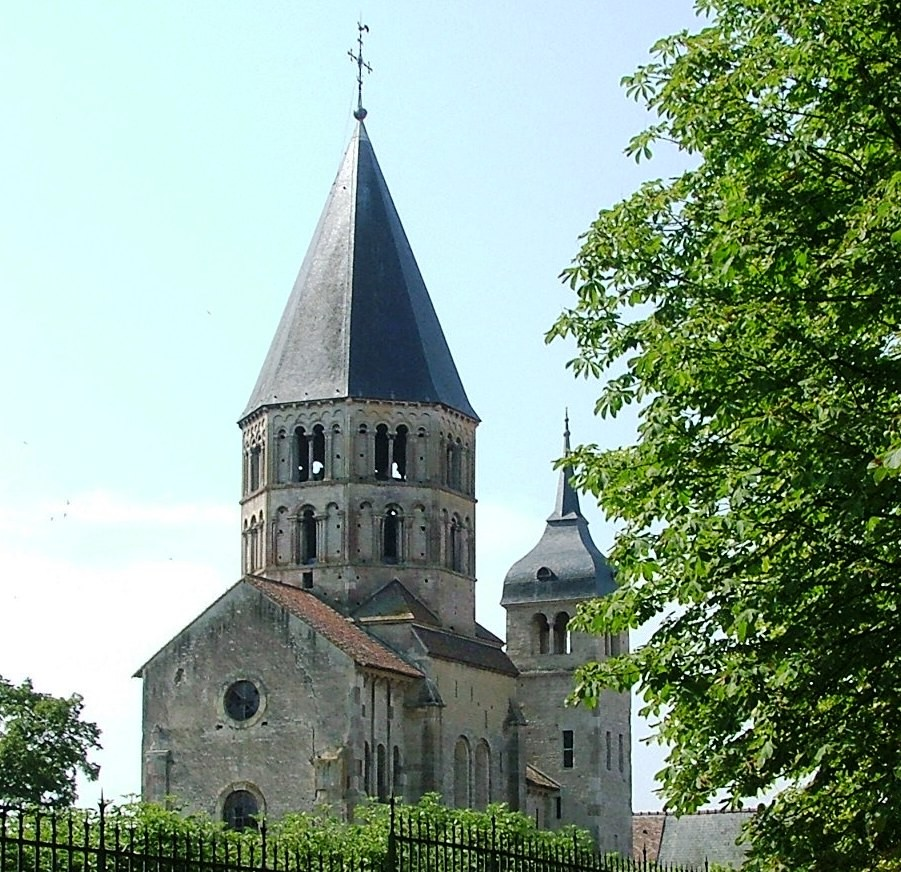
كلوني

## أعلام
- بيير بول برودون
- بطرس المبجل
- هيو الأول دوق بورغندي
- ليونيل بوتيلون